# Lastra a Signa
Pour les articles homonymes, voir Lastra.
Lastra a Signa est une commune italienne de la ville métropolitaine de Florence dans la région Toscane en Italie.

## Histoire
- Les murailles de Lastra a Signa
- Les murailles de Malmantile

## Administration
| Période                                  | Période | Identité | Étiquette | Qualité |
| ---------------------------------------- | ------- | -------- | --------- | ------- |
|                                          |         |          |           |         |
| Les données manquantes sont à compléter. |         |          |           |         |

### Hameaux
Belfiore, Bracciatica, Brucianesi, Calcinaia, Carcheri, Casone, Ginestra Fiorentina, Inno, La Lisca, La Luna, Le Sodole, Lecceto, Malmantile, Marliano, Naiale, Ponte a Signa, Ponte Macinaia, Ponte Torto, Porto di Mezzo, Quattro Strade, San Martino a Gangalandi, San Romolo, Sant'Ilario a Settimo, Santa Lucia, Stagno.

### Communes limitrophes
Carmignano, Montelupo Fiorentino, Montespertoli, Scandicci, Signa

## Jumelages
- Grosio (Italie) depuis 1989
- Saint-Fons (France) depuis 1995
- Münster (Hessen) (Allemagne) depuis 2015[2]

## Personnalités liées à la commune
- Alessandro Bicchierai (1734-1797), professeur de médecine, auteur d'un traité sur les propriétés des eaux de Montecatini Terme
- Giangiacomo Borghese (1889-1954), homme politique
- Renato Giuseppe Bertelli (1900-1974), sculpteur
- Fulvio Nesti (1925-1995), footballeur
- Egisto Pandolfini (1926-2019), footballeur